# Villa Abecia
Villa Abecia es una localidad y municipio de Bolivia, capital de la provincia de Sud Cinti en el departamento de Chuquisaca. La localidad forma parte de la Ruta Nacional 1 de Bolivia.
Se caracteriza por la producción de frutas y sus derivados como la mermelada, vinos y singanis, también por la ganadera como la del caprino, ovino, vacuno y porcino; y, también en algunas comunidades se realizan artesanías como los tejidos y la alfarería, aunque el destino es para el consumo doméstico. A finales del mes de marzo, en el municipio se realizan las ferias del durazno, vid, y entre otros productos que se da en la región.
Según el último censo de 2012 realizado por el Instituto Nacional de Estadística de Bolivia (INE), la localidad cuenta con una población de 1.022 habitantes y está situada a 2.311 metros sobre el nivel del mar. En cuanto a distancia, Villa Abecia se encuentra a 225 km de Potosí y a 137 km de Tarija.

## Historia
En 1588 se tuvo la presencia española, el 13 de enero se fundó el priorato de «Pilaya y Pazpaya» (o Paspaya), cuyo objetivo formal correspondía al adoctrinamiento de los “indios infieles”, los dominicos y agustinos fueron los primeros en sentar sus iglesias, en años posteriores fueron los jesuitas y franciscanos en llegar para afianzar las bondades de las tierras que se convirtieron en verdaderas fortalezas agrícolas de vid y plantaciones de olivo, establecieron concretamente sus órdenes en los Cintis, constituyendose así la provincia de Pilaya y Pazpaya.
En los inicios del siglo XIX, ya transcurrido varios gritos secesionistas en América, también tuvo eco en la región, donde se levantaron contra los realistas. Desde el norte aparece don Vicente Camargo, quien sería jefe de las guerrillas de Cinti, organizadas por él mismo y se presenció diversidad batallas y combates, como el combate de Culpina.
La provincia de Cinti se creó por Decreto Supremo del 23 de enero de 1826, en el gobierno del mariscal de Ayacucho, Antonio José de Sucre. Camataquí, como municipio, fue creado mediante mención en Decreto Supremo del 20 de noviembre de 1879.
Mediante Ley del 5 de noviembre de 1886 se creó la segunda sección judicial y municipal de la provincia de Cinti, constituida por dos cantones: Camataquí y San Juan, la primera dividida por el vicecantones Tárcana y La Torre, y la segunda por el vicecantones de Impora y Taraya.
En 1944, durante el gobierno del Cnel. Gualberto Villarroel, la provincia se dividió en dos, creándose así la provincia de Sud Cinti según el Decreto Supremo del 22 y 23 de marzo con su cabecera o capital en «Camataquí», que pasó a llamarse en el instante «Villa General Germán Busch», en homenaje al Tgral. Germán Busch Becerra. La provincia fue constituida por dos sección municipales, la primera sección por el municipio de Camataquí y la segunda sección por el municipio de Culpina.
Mediante el Decreto Supremo N.º 679 del 9 de enero de 1947, la Villa General Germán Busch, municipio y cabecera de Sud Cinti, pasó a denominarse «Villa Abecia», en homenaje al ciudadano Dr. Valentín Abecia Ayllón.
Durante la historia de Villa Abecia fue conocido como: Camataquí, Villa Rosario, Villa Carlos V. Romero, Villa Nicolás Ortiz, Villa General Germán Busch y finalmente Villa Abecia. Camataquí fue una de las más sobresalientes.

## Geografía
Villa Abecia está ubicada en las estribaciones suroeste de la Cordillera Central, entre el Altiplano al oeste y las tierras bajas del Chaco boliviano al este. Limita al oeste con el municipio de Cotagaita en el departamento de Potosí, al sur con el municipio de Las Carreras, al este con el municipio de El Puente en el departamento de Tarija y el municipio de Culpina, y al norte con el municipio de Camargo de la provincia de Nor Cinti.
La localidad se encuentra dentro del valle de Cinti, en el límite con el departamento de Tarija, a una altitud de 2311 m s. n. m. en las estribaciones del norte de la Sierra San Roque en un valle lateral del río Pilaya, un afluente derecho del río Pilcomayo.
El clima es fresco, moderado, de gran altitud, con un clima diurno típico en el que las diferencias de temperatura media fluctúan más a lo largo del día que a lo largo del año. La temperatura media anual en la región es de poco menos de 14 °C , los valores medios mensuales varían entre poco menos de 10 °C en junio/julio y 16 °C de noviembre a marzo. La precipitación anual es de 400 mm y presenta siete meses áridos de abril a octubre con valores mensuales menores a 20 mm, cabe mencionar que la precipitación mensual solo cae de diciembre a febrero con valores de 80 a 90 mm cada uno.

## Demografía
De acuerdo con el censo boliviano de 2024, la población del municipio de Villa Abecia es de 5 371 habitantes.
La población del municipio aumentó en más de la mitad entre 1992 y 2024, mientras que la población de la localidad ha aumentado en un 30% entre 1992 y 2012:
| Año  | Habitantes (municipio) | Habitantes (localidad) | Fuente |
| ---- | ---------------------- | ---------------------- | ------ |
| 1992 | 3.160                  | 730                    | Censo  |
| 2001 | 3.195                  | 733                    | Censo  |
| 2012 | 3.514                  | 1.022                  | Censo  |
| 2024 | 5.371                  |                        | Censo  |

El municipio comprende 65 comunidades (localidades), siendo la capital del municipio el pueblo de Villa Abecia con 1.022 habitantes (2012) en la parte oriental del municipio.